# Gir-Namme
Gir-Namme war ein König von Elam, der um 2035 v. Chr. regierte. Er erscheint in einer Königsliste auf einer Tontafel aus Susa. Er ist dort der erste Herrscher der Dynastie von Schimaschki. Aus anderen Quellen ist bekannt, dass er im 6. Jahr von König Šu-Sin einen Gesandten nach Ur sandte um eine Tochter des Herrschers nach Anschan zu bringen, die den dortigen Herrscher, vielleicht Gir-Namme selbst, heiraten sollte.